# گربه‌ماهی‌های زنده‌مان
گربه‌ماهی‌های زنده‌مان (نام علمی: Clarias) نام یک سرده از تیره گربه‌ماهی نفس‌کش است.
گربه‌ماهی‌های زنده‌مان قادرند تا مدت زیادی بیرون از آب زنده بمانند.